# Topoľčianky
Topoľčianky (in ungherese Kistapolcsány) è un comune della Slovacchia facente parte del distretto di Zlaté Moravce, nella regione di Nitra.